# Topchef tegen Sterrenchef
Topchef tegen Sterrenchef was een televisieprogramma van de Nederlandse zender RTL 5, dat op 27 augustus 2012 voor de eerste keer werd uitgezonden.

## Opzet
In het programma streden meesterkok Robert Kranenborg en chef-kok Julius Jaspers met hun brigade tegen een brigade die is samengesteld door een 1-sterrenchef. Elke week gaven de twee chefs training aan een groep van 8 kandidaten om uiteindelijk aan het einde van de week met de vier beste de strijd aan te gaan.
De jury die aan het einde van de week de winnaar koos, bestond uit restaurateur Joop Braakhekke, culinair journalist Mara Grimm en elke week een andere 2-sterrenchef.
De eindstand was: Topchef 6-6 Sterrenchefs.

## Onderdelen
Dag 1
- Capaciteiten Test: De 8 kandidaten werken in tweetallen en maken drie tussengerechten met drie verplichte basiselementen. Deze test is bedoeld om de capaciteiten van de nieuwe kandidaten te testen. De kandidaten krijgen voor de capaciteiten test drie kwartier de tijd.
- Topclass: De eerste dag komt de sterrenchef waar in de betreffende week tegen gestreden wordt langs om een topclass te geven aan de kandidaten. De kandidaten dienen dit gerecht exact na te koken, zowel in smaak als opmaak. Aan het einde van deze opdracht wordt een kandidaat naar huis gestuurd. Ook voor deze opdracht staan drie kwartier.

Dag 2
- Techniek training: Elke kandidaat werkt individueel aan een gerecht dat door de chefs is uitgekozen. De chefs beoordelen in deze opdracht de technieken van de kandidaten zodat ze beter weten welke kandidaat wat kan.
- Topclass: Op de tweede dag geven de twee chefs de topclass. De kandidaten dienden de topclass in twee brigades na te koken. Een brigade van vier en een brigade van drie. Net als dag 1 dient de smaak en de opmaak exact hetzelfde te zijn. Aansluitend aan deze opdracht wordt een kandidaat naar huis gestuurd.

Dag 3
- Techniek training: Dag 3 begint weer met een techniek training. De groep wordt in tweeën gedeeld en van elke groep kookt telkens één kandidaat een stuk vlees of vis. Ditmaal is de opmaak van ondergeschikt belang. De andere twee kandidaten hebben de mogelijkheid om hun medekandidaat te coachen.
- Topclass: De chefs koken weer een gerecht voor zoals zij het voor ogen hebben.
- Training: Aansluitend aan de topclass van dag 3 volgt een training. De kandidaten worden verdeeld over tweetallen. Zij proberen met hun tweeën de eerder gegeven topclass exact na te koken. Aan het einde van deze training verlaat weer een kandidaat Topchef.

Dag 4
Dag 4 vindt niet plaats in de Topchef studio, maar in restaurant Bord'eau in Hotel de l'Europe in Amsterdam.
- Estafette: De dag begint met een kook estafette. De kandidaten gaan in estafettevorm een gerecht maken. De beoogde chef begint en de rest van de volgorde waarin wordt gekookt wordt door de kandidaten bepaald. Elke kandidaat krijgt 10 minuten de tijd om zijn taken uit te voeren, dus na 50 minuten moet het gerecht klaar zijn.
- Try Out: Koken voor 6 vaste gasten van de sterrenchef: De kandidaten gaan koken voor zes vaste gasten van de sterrenchef die de betreffende week de tegenstander is. Tevens maken zij nog twee extra bordjes klaar voor de twee chefs. Voor het eerste gerecht staat een uur. Het gerecht dat daarna volgt dient na 20 minuten de keuken te verlaten. Voor het laatste gerecht staat ook 20 minuten. Ze koken twee gerechten die in de wedstrijd gebruikt worden en het gerecht dat de sterrenchef van de betreffende week als topclass heeft bereid.

## Weken

### Week 1
In de eerste week werd er gestreden tegen de brigade van chef-kok André Gerrits van restaurant 't Amsterdammertje in Loenen aan de Vecht.
De jury werd deze week gecompleteerd door SVH Meesterkok Lucas Rive van restaurant de Bokkedoorns in Overveen.
Brigade week 1
De brigade van week 1 bestond uit: Bastiaan, Olof, Esther en Edwin.
Uitslag week 1
De sterrenbrigade was de winnaar van week 1.

### Week 2
In de tweede week werd er gestreden tegen de brigade van SVH Meesterkok Jeroen Robberegt van Grand Restaurant Karel V in Utrecht.
De jury werd deze week gecompleteerd door SVH Meesterkok Erik van Loo van restaurant Parkheuvel in Rotterdam.
Brigade week 2
De brigade van week 2 bestond uit: Ferry, Koen, Patrick en Gwendolyn.
Uitslag week 2
De Topchefbrigade was de winnaar van week 2.

### Week 3
In de derde week werd er gestreden tegen de brigade van chef-kok Gert Blom van Restaurant Amarone in Rotterdam.
De jury werd deze week gecompleteerd door SVH Meesterkok Maik Kuijpers van restaurant Librije's Zusje in Zwolle.
Brigade week 3
De brigade van week 3 bestond uit: Mike, Giovanni, Nico en Denise.
Uitslag week 3
De Topchefbrigade was de winnaar van week 3.

### Week 4
In de vierde week werd er gestreden tegen de brigade van chef-kok Soenil Bahadoer van restaurant De Lindenhof in Nuenen.
De jury werd deze week gecompleteerd door SVH Meesterkok Martin Kruithof van restaurant De Lindenhof in Giethoorn.
Brigade week 4
De brigade van week 4 bestond uit: Danny, Maikel, Karim en Harm.
Uitslag week 4
De sterrenbrigade was de winnaar van week 4.

### Week 5
In de vijfde week werd er gestreden tegen de brigade van chef-kok Chris Naylor van restaurant Vermeer in Amsterdam.
De jury werd deze week gecompleteerd door SVH Meesterkok Jacob Jan Boerma van restaurant De Leest in Vaassen.
Brigade week 5
De brigade van week 5 bestond uit: Jan, Robbie, Ron en Lex.
Uitslag week 5
De Topchefbrigade was de winnaar van week 5.

### Week 6
In de zesde week werd er gestreden tegen de brigade van chef-kok Wilco Berends van restaurant De Nederlanden in Vreeland.
De jury werd deze week gecompleteerd door SVH Meesterkok Lucas Rive van restaurant De Bokkedoorns in Overveen.
Brigade week 6
De brigade van week 6 bestond uit: Stefan, Stef, Jonathan en Fea.
Uitslag week 6
De Topchefbrigade was de winnaar van week 6.

### Week 7
In de zevende week werd er gestreden tegen de brigade van chef-kok Jef Schuur van restaurant Culinaire Verwennerij Bij Jef in Den Hoorn.
De jury werd deze week gecompleteerd door SVH Meesterkok Jacob Jan Boerma van restaurant De Leest in Vaassen.
Brigade week 7
De brigade van week 7 bestond uit: Wilco, Bart, Gino en Sebastian.
Uitslag week 7
De sterrenbrigade was de winnaar van week 7.

### Week 8
In de achtste week werd er gestreden tegen de brigade van chef-kok Timo Munts van restaurant Merlet in Schoorl.
De jury werd deze week gecompleteerd door SVH Meesterkok Nico Boreas van restaurant Boreas in Heeze.
Brigade week 8
De brigade van week 8 bestond uit: Florian, Rianda, Jelle en Bas.
Uitslag week 8
De Topchefbrigade was de winnaar van week 8.

### Week 9
In de negende week werd er gestreden tegen de brigade van chef-kok Roger Rassin van restaurant La Rive in Amsterdam.
De jury werd deze week gecompleteerd door SVH Meesterkok Nico Boreas van restaurant Boreas in Heeze.
Brigade week 9
De brigade van week 9 bestond uit: Ayesta, Fedor, Kelly en Kenny.
Uitslag week 9
De sterrenbrigade was de winnaar van week 9.

### Week 10
In de tiende week werd er gestreden tegen de brigade van SVH Meesterkok Dennis Kuipers van restaurant Vinkeles in Amsterdam.
De jury werd deze week gecompleteerd door SVH Meesterkok Paul van de Bunt van restaurant De Leuf in Ubachsberg.
Brigade week 10
De brigade van week 10 bestond uit: Jordi, Fransh, Sander en Ernstjan.
Uitslag week 10
De sterrenbrigade was de winnaar van week 10.

### Week 11
In de elfde week werd er gestreden tegen de brigade van chef-kok Karl van Baggem van restaurant De Hoefslag in Bosch en Duin.
De jury werd deze week gecompleteerd door SVH Meesterkok Erik van Loo van restaurant Parkheuvel in Rotterdam.
Brigade week 11
De brigade van week 11 bestond uit: Remo, Bas, Sandra en Remco.
Uitslag week 11
De Topchefbrigade was de winnaar van week 11.

### Week 12
In de twaalfde week deden er 7 BN-ers mee als onervaren kok in Topchef. Er werd gestreden tegen de brigade van chef-kok Rik Jansma van restaurant Basiliek in Harderwijk.
De jury werd deze week gecompleteerd door chef-kok Mario Ridder van restaurant De Zwethheul in Zweth.
Brigade week 12
De brigade van week 12 bestond uit: Dirk Taat, Pauline Wingelaar, Sander Janson en Christophe Haddad. De andere kandidaten waren: Vincent Vianen, Inge Ipenburg en Ajouad el Miloudi.
Uitslag week 12
De sterrenbrigade was de winnaar van week 12.

### Week 13-1
In de dertiende week werd er twee weken lang de halve finale en de finale gespeeld. Er werden 18 beste kandidaten van de eerste 11 weken uitgenodigd om hieraan mee te doen. Tevens werd in deze twee weken getraind om op twee sterren niveau te gaan trainen. Er mogen maar 8 kandidaten door naar de finale. 
In de halve finale deden SVH Meesterkoks Erik van Loo, Jacob Jan Boerma en Paul van de Bunt op vrijdag mee om de kandidaten te ondersteunen. Er werden geen twee sterrenchefs in de jury gezet, maar Robert Kranenborg en Julius Jaspers zaten in de jury.
De jury werd deze week gecompleteerd door SVH Meesterkok Paul van de Bunt van restaurant De Leuf in Ubachsberg.
Kandidaten halve finale
- De kandidaten van maandag waren: Robbie, Fea, Olof, Kenny, Nico en Bas. Nico en Robbie waren geëlimineerd.
- De kandidaten van dinsdag waren: Lex, Stefan, Edwin, Bart, Remo & Ayesta. Lex en Edwin waren geëlimineerd.
- De kandidaten van woensdag waren: Ferry, Jonathan, Koen, Patrick, Mike en Ron. Ron en Mike waren geëlimineerd.
- De kandidaten van donderdag waren: Fea, Olof, Kenny, Remo, Bas, Patrick, Ayesta, Stefan, Bart, Jonathan, Ferry en Koen. Fea en Stefan waren geëlimineerd.
- De kandidaten van vrijdag waren: Olof, Kenny, Remo, Bas, Patrick, Ayesta, Bart, Jonathan, Ferry en Koen. Koen werd in het eerste deel geëlimineerd. In het tweede deel deden SVH Meesterkoks Erik van Loo, Jacob Jan Boerma en Paul van de Bunt mee om de kandidaten te ondersteunen. De 9 kandidaten werden verdeeld in 3 brigades.

Brigade halve finale op vrijdag
De brigades bestonden uit:
- Brigade 1: Ferry, Ayesta en Patrick met Paul van de Bunt
- Brigade 2: Kenny, Bart en Jonathan met Erik van Loo
- Brigade 3: Bas, Remo en Olof met Jacob Jan Boerma

Uitslag halve finale op vrijdag
De brigades van Jacob Jan Boerma en Erik van Loo gingen direct door naar de finale. Ferry, Ayesta en Patrick stonden in de gevarenzone, maar Ferry was de beste van de brigade. Ayesta ging vooralsnog door naar de finale. Patrick werd geëlimineerd.

### Week 13-2
In de laatste week streden de laatste 8 kandidaten de ultieme Topchefbrigade te worden.
De kandidaten die aan de finale-week begonnen waren: Olof, Kenny, Remo, Bas, Ayesta, Bart, Jonathan en Ferry.
Op maandag trainden ze in het zeer drukke restaurant The Harbour Club in Amsterdam, waar ze voor honderden gasten moesten koken. Aan het einde werden de 8 kandidaten verdeeld in 2 bridages.
De brigades bestonden uit:
- Brigade rood: Ferry, Olof, Remo en Kenny
- Brigade zwart: Ayesta, Jonathan, Bart en Bas

Op dinsdag wisselde Olof en Bart van team, dit werd bepaald door de chefs van de brigades (Ferry en Bas).

Op woensdag werden Olof en Remo geëlimineerd, ook dit werd bepaald door de chefs van de brigades (Ayesta en Kenny).

Op donderdag werden de brigades getraind op alle onderdelen. De laatste training deze dag was de generale repetitie. De twee brigades streden hierin tegen elkaar. De zwarte brigade won de generale repetitie.

Op vrijdag was de laatste strijd tussen de 2 brigades met als inzet om de ultieme Topchefbrigade te worden.
De jury werd deze week gecompleteerd door 3-sterrenchef en SVH Meesterkok Jonnie Boer en 3-sterrenchef Sergio Herman van restaurant De Librije in Zwolle.
Brigade week 13
De brigades bestonden uit:
- Brigade rood: Ferry, Bart en Kenny
- Brigade zwart: Ayesta, Jonathan en Bas

Uitslag week 13
De rode brigade was de winnaar van Topchef tegen Sterrenchef 2012 en de ultieme Topchefbrigade. Zij wonnen € 7.500.